# 2019冠狀病毒病克羅地亞疫情
2019冠狀病毒病克羅埃西亞疫情，介紹在2019冠狀病毒病疫情中，在克羅埃西亞發生的情況。

## 時間軸
2月25日，克罗地亚确诊了首例2019冠状病毒病患者，据克罗地亚卫生部长贝罗斯透露，克罗地亚的首例患者于2月19日至2月21日之间曾往返过意大利米兰。据悉，该患者被收治于萨格勒布传染病医院，目前状况良好。
4月15日，克罗地亚内务部长表示，克罗地亚将延长原定于19日解除的一系列封城措施。